# العدن الأسفل (الظهار)

تعديل مصدري - تعديل

العدن الأسفل هي إحدى قرى عزلة ثواب الأسفل بمديرية الظهار التابعة لمحافظة إب، بلغ تعداد سكانها 710 نسمة حسب تعداد اليمن لعام 2004.